# Casa Jaume Sans Ribalta
La casa Jaume Sans Ribalta o edifici Sans està situat a la plaça de Molina, cantonada amb els carrers de Balmes i d'Alfons XII de Barcelona. Està catalogat com a bé amb elements d'interès (categoria C).

## Història i descripció
Va ser un encàrrec de Jaume Sans Ribalta a l'arquitecte Jaume Mestres i Fossas del 1933. D'estil racionalista amb detalls d'art déco, consta de planta baixa, sis pisos i un àtic. La façana es resol amb un eix de simetria central, amb balcons semicirculars als xamfrans, que endolceixen i alhora emfatitzen la cantonada. Va ser un dels primers edificis de Barcelona on es va fer servir una estructura metàl·lica.
Va ser domicili habitual d'alguns membres de la família Sans, que s'havia enriquit gràcies a negocis a Cuba. També hi va viure l'escultor Eudald Serra.